# ريو ترسيرو
ريو ترسيرو (بالإسبانية: Río Tercero )‏ هي مدينة، وبلدية، في الأرجنتين، تقع في Tercero Arriba Department ‏، بلغ عدد سكانها 46,421 نسمة وذلك حسب إحصائيات سنة 2009، رمزها البريدي هو X5850.

## مدن توأم
المدن التوأم:
- كارماجنولا.

## أعلام
- إيمانويل مولينا
- خوان فرنانديز
- إيفانا مادروجا
- كلاوديو لوبيز
- فيكتور فيرايرا